# 짱깨
짱깨는 중국 출신 중국인을 부르는 속어(지칭어)이다. 

## 유래
짱깨(짱꼴라)는 한족들이 청나라의 여진족(만주족) 지배자들 앞에서 무릎을 끓고 절을 하면서 자신들을 '노재(奴才)'라 부르던 것을 비꼬는 '청국노(淸國奴)'에서 유래되었다. 이 말은 일본이 중국을 식민지배하면서 일본에 유입되었다. 청국노(淸國奴)는 당시 한족(漢族)을 가르키는 말로 사용되었는데 민남어(閩南話) 발음 청국노 "Chheng-kok-lô͘" 가 일본어로 '챵꼬로'(ちゃんころ)로 표기되었다. 도조 히데키는 "챵코로(짱깨)의 역사는 한족(漢族)여성의 엉덩이로 이룩한 역사일 뿐이다.중국은 이민족의 지배로 점철된 역사이다"라고 주장하였는데 이것은 이것은 고구려가 중국을 정복하였고 선비족,몽골족,만주족 등 여러 이민족이 중국을 정복했기 때문에 나온 말이다. 짱깨라는 단어는 1930년대에도 지칭어로 사용된 기록이 존재하며 현재도 짱깨,짱꼴라는 멸칭이나 비속어가 아닌 속어(지칭어)로 사용되고있다.

## 음식
짜장면, 짬뽕과 같은 음식을 짱깨, 그 음식들을 요리, 판매하는 중국집의 경우 짱깨집으로 부르기도 한다.

## 착한 짱깨는 죽은 짱깨
착한 짱깨는 죽은 짱깨뿐, 줄여서 착짱죽짱은 대한민국의 신조어이다. 미국에서 미국 인디언 전쟁을 저지른 필립 셰리든 장군이 말했다는 "좋은 인디언은 오직 죽은 인디언뿐이다."에서 유래했다. '좋은 짱깨는 죽은 짱깨뿐', 줄여서 '좋짱죽짱'도 있었지만, 발음이 쉬운 '착짱죽짱'이 유명해졌다. 이에 파생되어 중국인이 죽으면 '착해졌다'고 하기도 한다. 대한민국에 예전부터 수많은 중국인들이 외화벌이 노동자로서 일을 하는데 한국인 사장이 중국인 노동자들을 때리는 일이 많아지면서 "짱깨는 패야 말을 잘 듣는다"라는 말 또한 유행하기 시작하였다.

## 같이 보기
| - 되놈 - 짱꼴라 - 칭크 |